# Порга (князь)
Порга(Ποργά, також Борко) — один з перших князів Приморської Хорватії.

## Згадки

### De Administrando Imperio
De Administrando Imperio Костянтина Багрянородного згадує, що імператор  Іраклій (610—641) поселив білих хорватів в Хорватії після того, як вони вигнали аварів під час правління батька Порги. Потім він оповідає, що Іраклій послав священиків з Риму, і призначив архієпископа, єпископа, старійшин і дияконів з них, і вони хрестили хорватів, які були тоді під владою Порги.

### У сучасній історіографії
Хорватський історик Омрчанін (Omrčanin) вважає, що Порга правив у 660-680, у той час як його батько правив в 635-660.
Ховорц (Howorth) у своїй праці The Spread of the Slaves (1878) вважав, що Поргі це син одного з п'яти братів, які пішли з Білої Хорватії на Балкани. Він зазначає, що таке ім'я є рідкістю, і згадує Шафарика який порівняв ім'я Порга з ім'ям Пургас, яке належало вождю Мордвину, про що йдеться в 1229 році, що робить можливим той факт, що хорвати перебували під владою іноземних князів, можливо, аварів. Але можливо, що Порга - це некоректна транскрипція слов'янського імені Борко.
Папа Іван IV (640—642), який був родом із Далмації, послав абата Мартіна в хорватські землі.